# DR VokalEnsemblet
DR VokalEnsemblet er DRs lille kor, og består af 18 professionelle sangere.
Ensemblet debuterede i januar 2007 og havde frem til 2012 Stephen Layton som særlig gæstedirigent. 1. maj 2011 til sommeren 2014 har Olof Boman været chefdirigent. Siden 1.oktober 2014 er chefdirigenten Marcus Creed. Koret har et bredt repertoire, men der sættes mere og mere fokus på barokmusik og nutidig musik. Korets medlemmer er typisk også solister, og en del har betydelige solistiske opgaver sideløbende med ensemblevirksomheden.
VokalEnsemblet har udgivet et mindre antal albummer, som imidlertid har fået betydelig international pressesucces. Der kan bl.a. fremhæves Half Monk, half Rascal med musik af Poulenc, som blev nomineret til Grammy Award 2012 og P2prisen 2013. The Nightingale med koncerter for virtuos blokfløjte og virtuost vokalensemble med Michala Petri som solist, vandt den tyske ECHO-pris 2012, og er nomineret til den amerikanske Grammy 2013. Albummet Libra med tre større korværker af Per Nørgård, og albummet Drømte mig en Drøm med ældre og nye danske sange i arrangementer med blokfløjte - også her med Michala Petri. I 2015 udmærkedes ensemblets Messiaen-cd med den franske Diapason d’or (en) .